# Cal O’Reilly
Cal O’Reilly (ur. 30 września 1986 w Toronto) – kanadyjski hokeista.
Jego młodszy brat Ryan także został hokeistą. Od grudnia 2012 obaj występowali w Mietałłurgu Magnitogorsk.

## Kariera klubowa
- St. Marys Lincolns (2002-2003)
- Windsor Spitfires (2003-2006)
- Milwaukee Admirals (2006-2009)
- Nashville Predators (2008-2011)
- Phoenix Coyotes (2011-2012)
- Portland Pirates (2012)
- Pittsburgh Penguins (2012)
- Wilkes-Barre/Scranton Penguins (2012)
- Mietałłurg Magnitogorsk (2012-2013)
  -  Jużnyj Urał Orsk (2013)
- Utica Comets (2013-2015)
- Vancouver Canucks (2014-2015)
- Buffalo Sabres (2015-2017)
- Rochester Americans (2015-2017)
- Toronto Marlies (2017)
- Minnesota Wild (2017)
- Iowa Wild (2017-2019)
- Lehigh Valley Phantoms (2019-)

Wychowanek Huron-Perth Lakers. Od lipca 2012 zawodnik Mietałłurga Magnitogorsk. Pod koniec października 2013 zwolniony przez klub. Od listopada 2013 zawodnik Utica Comets. Od lipca 2014 zawodnik Vancouver Canucks. Występował jednak w tym okresie w filii w Utica Comets (AHL). Od lipca 2015 zawodnik Buffalo Sabres. W marcu 2017 został wypożyczony do Toronto Marlies. Od lipca 2017 był formalnie zawodnikiej Minnesota Wild. W barwach tej drużyny rozegrał tylko jeden mecz w NHL 17 października 2017, a poza tym przez dwa sezony grał w farmie Iowa Wild będąc w tym okresie kapitanem ekipy.
Od lipca 2019 zawodnik Lehigh Valley Phantoms. W połowie 2021 podpisał nowy, roczny kontrakt. Jesienią 2021 ogłoszony kapitanem zespołu.

## Sukcesy
Indywidualne
- AHL (2007/2008): piąte miejsce w klasyfikacji kanadyjskiej sezonu zasadniczego: 74 punkty
- AHL (2008/2009): AHL All-Star Game